# Michael Palin
Sir Michael Edward Palin (Sheffield (Yorkshire), 5 mei 1943) is een Engels acteur, wereldreiziger en komiek. Hij verwierf faam als lid van Monty Python's Flying Circus, waar hij vaak de rol van hyperactief, of juist doodkalm persoon op zich nam. Sinds 2018 mag hij zichzelf Sir noemen.

## Biografie
Na de basisschool in Birkdale en de middelbare school in Shrewsbury ging hij geschiedenis studeren in Oxford. Hier ontmoette hij Terry Jones, met wie hij vaak samenwerkte aan films en sketches, zoals Monty Python's Flying Circus. Later besloten ze dat het productiever was elk afzonderlijk te schrijven en daarna het geschrevene te vergelijken en aan te vullen dan om samen daadwerkelijk aan één ding te werken. Na Monty Python werkte hij vaak samen met oud-collega's. Zo heeft hij met John Cleese in A Fish Called Wanda en Fierce Creatures gespeeld, terwijl hij ook optrad in The Rutles, een Beatles-parodie van Monty Python-collega Eric Idle, die cultstatus bereikt heeft. Ook speelde hij vaak mee in films van ex-Python Terry Gilliam zoals Time Bandits en Brazil.
In 1966 trouwde Palin met Helen Gibbins, die hij in 1959 ontmoet had tijdens een vakantie in Southwold in Suffolk. Deze ontmoeting werd later door hem gebruikt in zijn toneelstuk East of Ipswich. Het echtpaar heeft drie kinderen en vier kleinkinderen. Zijn jongste, Rachel (geb. 1975), is televisieregisseur bij de BBC waar ze onder meer betrokken is bij MasterChef: The Professionals. Zijn zoon William verscheen als baby al in een 'kleine rol' als "Sir Not-appearing-in-this-film" in Monty Python and the Holy Grail.

## Reisprogramma's
Vanaf 1980 maakt hij reisprogramma's voor de BBC. Deze programma's zijn verantwoordelijk voor het Palin-effect. Hiermee wordt een massale toename in het toerisme bedoeld, veroorzaakt door een van zijn reisprogramma's. Een voorbeeld hiervan is de opvallende toename in het aantal bezoekers aan de Sahara in 2003, na zijn bezoek daar. Kenmerkend voor deze series is dat Palin geneigd is zich meer te interesseren voor de mensen in het land dan voor datgene wat het land te bieden heeft, waardoor de nadruk komt te liggen op de gebruiken van de bevolking. In China werkte hij bijvoorbeeld eens met veel moeite een slang weg, omdat dit dé Chinese delicatesse is. Deze instelling is verantwoordelijk voor de grote populariteit die Palin geniet.
Hij begon in 1980 met een aandeel in Great railway journeys of the world, een programma van de BBC waarin hij Groot-Brittannië per trein doorkruiste. Daarna volgden nog vele andere reizen, waarvan ook boeken, vaak met veel kleurenfoto's en vanuit een dagboekperspectief geschreven, verschenen zijn.
Alle boeken van Michael Palin zijn vrij toegankelijk en te lezen op Palins website.
Een overzicht van zijn reisprogramma's:
- Reis om de wereld in 80 dagen, (1989). Een reis langs de locaties die Jules Verne beschreef in het gelijknamige boek, met als doel controleren of zo'n reis mogelijk is. De enige gestelde voorwaarde was het niet gebruiken van een vliegtuig.
- Van pool tot pool, (1992). Een reis langs de 30e lengtegraad, van de Noordpool naar de Zuidpool, door Europa en Afrika.
- De cirkel rond, (1995). Een reis langs alle landen om de Stille Oceaan, tegen de klok in, begonnen in de Beringstraat.
- In het spoor van Hemingway, (1999). Een reis achter de schrijver Ernest Hemingway aan. Europa, Amerika, Afrika en het Caribisch gebied worden aangedaan.
- Sahara, (2002). Een reis door de landen bedekt onder het zand van de Sahara.
- Himalaya, (2004), door de grootste bergketen ter wereld, de Himalaya.
- Het nieuwe Europa van Michael Palin, (2007). Een reis langs de vele (nieuwe) landen in Oost-Europa.
- Reis om de wereld na 20 jaar, (2009). Na 20 jaar reist Palin weer dezelfde route als 20 jaar geleden bij het programma 'rond de wereld in 80 dagen' en ontmoet hij dezelfde mensen en kijkt hij wat er veranderd is.
- Michael Palin Brazilië, (2012), een 4-delige serie waarin hij door Brazilië reist.

## Ander werk
Nadat de Monty Python tv-serie eindigde in 1974, werkten Palin en Terry Jones samen aan Ripping Yarns, een met tussenpozen uitgezonden comedyserie die vanaf 1976 verspreid over drie jaar werd uitgezonden. Ze hadden eerder samengewerkt aan de aflevering Secrets voor de BBC serie Black and Blue in 1973. hij speelde de rol van Dennis the Peasant in Terry Gilliams film Jabberwocky in 1977. Palin deed ook mee in All You Need Is Cash (1978) als Eric Manchester (gebaseerd op Derek Taylor), de persagent voor de Rutles.
In 1980 schreef Palin samen met Terry Gilliam Time Bandits. Hij had ook een rol in de film.
In 1982 schreef Palin de The Missionary, waarin hij samen met Maggie Smith de hoofdrollen speelde. Hij speelde de rol van dominee Charles Fortescue, die wordt teruggeroepen uit Afrika om prostituees te helpen.
In 1984 speelde hij weer samen met Terry Gilliam in Brazil en speelde hij ook (met een geweldige stotter) in de filmkomedie A Fish Called Wanda, waarvoor hij de BAFTA Award won voor Beste Acteur in een Bijrol. De hoofdrolspelers werden bijna tien jaar later aangevuld met John Cleese om Fierce Creatures te maken. Na het maken van deze film ging Palin op reis voor een BBC-documentaire om een jaar later bij zijn terugkeer te horen dat het einde van Fierce Creatures op de testscreenings was mislukt en moest worden overgedaan.
Afgezien van Fierce Creatures was Palins laatste filmoptreden een kleine rol in The Wind in the Willows, een film geregisseerd door Terry Jones, die ook de hoofdrol speelde. Palin verscheen ook met John Cleese in diens documentaire The Human Face. Palin zou een rol spelen in You've Got Mail, de romantische komedie met Tom Hanks en Meg Ryan in de hoofdrollen, maar zijn bijrol als romanschrijver kwam in de definitieve versie van de film niet meer terug.
Palin steunt ook de Campaign for Better Transport (hij is voorzitter van de campagne sinds 1986) en vergelijkbare acties ter bevordering van duurzame vormen van vervoer, in het bijzonder die met betrekking tot stedelijke gebieden.
Palin speelt ook serieuze rollen. In 1991 werkte hij mee als producer en acteur in de film American Friends gebaseerd op een ware gebeurtenis in het leven van zijn overgrootvader, een 'fellow' aan het St John's College, Oxford. In datzelfde jaar speelde hij ook de rol van schoolhoofd in Alan Bleasdales Channel 4 dramaseries GBH (de afkorting van grievous bodily harm, oftewel ernstig lichamelijk geweld).
Palin had ook een kleine cameo rol in de Australische soap Home and Away. Hij speelde een Engels surfer met angst voor haaien, die een gesprek tussen twee hoofdpersonen onderbreekt om te vragen of er haaien in de zee zijn. Dit werd gefilmd terwijl hij in Australië was voor de Full Circle-serie, waarin de opnamen van zijn rol in de serie ook voorkomen.
In november 2005 verscheen hij in John Peels Record Box.
In 2013 had Palin een rol in een drama getiteld The Wipers Times dat speelde tijdens de Eerste Wereldoorlog en was geschreven door Ian Hislop en Nick Newman.
In 2014 speelde Palin de hoofdrol in het driedelige BBC One drama Remember Me.
- Biblioteca Nacional de España: XX1538049
- Bibliothèque nationale de France: cb124510294 (data)
- Catàleg d'autoritats de noms i títols de Catalunya: 981058616948306706
- CiNii: DA0533520X
- Gemeinsame Normdatei: 120113562
- International Standard Name Identifier: 0000 0001 0893 2011
- Library of Congress Control Number: n80081800
- Nationale Bibliotheek van Letland: 000329595
- MusicBrainz: 0df4a9ac-c8d3-445b-9a82-993a9a4c269a
- Bibliotheek van het Japanse parlement: 00472688
- Nationale Bibliotheek van Tsjechië: xx0000043
- Nationale bibliotheek van Australië: 36250666
- Nationale Bibliotheek van Israël: 987007429773805171
- Nationale Bibliotheek van Polen: a0000001865673
- Nederlandse Thesaurus van Auteursnamen: 070422958
- LIBRIS: 331785
- Système universitaire de documentation: 033665907
- Trove: 1236824
- Virtual International Authority File: 44394038
- WorldCat: E39PBJmhVP8tKVMwVVCFBJwV4q